# Edward Woodville, Lord Scales
Sir Edward Woodville KG KB (død 1488) var medlem af Woodville-familien under Rosekrigene. Han overlevede Richard 3.'s styre, hvor flere af hans slægtninge blev henrettet i magtkampen efter Edvard 4.s død. I eksil sammen med Henrik Tudor deltog han i Henriks erobring af tronen. Han blev derefter udnævnt til Lord of the Isle of Wight, den sidste person, der fik denne titel.
En entusiastisk soldat, er han blevet kaldt "den sidste omrejsende ridder" på grund af hans helligelse til en ridders ideal. Efter at have deltaget i mange militære eventyr blev han endelig dræbt i et skæbnesvanger personlig felttog til Bretagne til støtte for Frans 2., hertug af Bretagne.
Woodville blev omtalt som Lord Scales efter hans bror Anthony Woodville, 2. jarl Rivers' død, idet han testamenterede Scales landbesiddelserne til ham. Han omtales konsekvent som Lord Scales i spanske og bretoniske optegnelser, men han holdt aldrig officielt barontitlen.

## Tidlige liv
Edward var det tiende barn og den yngste søn af Richard Woodville, 1. jarl Rivers, og hans hustru Jacquetta af Luxemburg, der blev en del af magtcentret, da deres datter Elizabeth Woodville blev gift med kong Edvard 4. Under sin svogers styre var den unge Edward Woodville blandt dem, der angiveligt opmuntrede kongens udsvævende livsstil som "promotorer af og ledsager i hans laster", i den italienske hofmand Dominic Mancinis ord.
I 1472 fulgte han med sin bror, Anthony Woodville, 2. jarl Rivers, til Bretagne. Frans 2., hertug af Bretagne, havde appelleret til Edvard 4. om støtte mod franskmændene, som truede med en invasion. Kongen sendte 1000 bueskytter med Woodville-brødrene. Beslutsom anglo-bretonsk modstand tvang franskmændene til at trække sig tilbage. I 1475 gjorde Edvard 4. ham til ridder af Order of the Bath. I 1480 modtog Edward kontrol over byen Portsmouth og fæstningen Porchester Castle.
I 1482 sluttede han sig til kongens bror Richard, hertug af Gloucester i hans invasion af Skotland. Det følgende år fik han til opgave at forberede en styrke, der skulle sendes på felttog til Frankrig, men kongens pludselige død gjorde en ende på dette projekt.

## Flugt fra Richard 3.
Efter kong Edvards død opstod der en magtkamp mellem Woodville-familien og Richard, hertug of Gloucester, der var blevet udnævnt til rigsforstander for den mindreårige arving Edvard 5. Woodville-familien var ivrige efter at gå imod protektoratet og få prins Edvard kronet hurtigt. De forsøgte at udmanøvrere Richard ved at placere deres store familie i magtstillinger. De overbeviste kongens råd om at udpege Edward Woodville som admiral for en flåde, angiveligt for at tage sig af den franske flådekommandør Philippe de Crèvecoeur, der angreb engelske skibe i Den Engelske Kanal.
Han ser ud til at have forladt London for at overtage ledelsen over flåden kort efter at Richard havde indledt sit kup ved at arrestere Edwards bror Anthony Woodville, 2. jarl Rivers, ved Stony Stratford. Tilsyneladende stadig uvidende om denne udvikling sejlede Edward derefter afsted med sin flåde i april. Richard sørgede hurtigt for at placere sine støtter i kontrol over nøgleposter i Edwards magtbase på Isle of Wight og Porchester. I midten af maj forsøgte han at erobre hans flåde. Woodville var i Southampton efter netop at have konfiskeret en stor sum i guldmønter (angiveligt tilhørende kongen) fra et handelsskib, da han blev gjort opmærksom på situationen. Det meste af hans flåde overgav sig til Richard, men Woodville undslap med to skibe og sandsynligvis pengene. Han og hans mænd sluttede sig derefter til Henrik Tudor i eksil i Bretagne, hvor han ser ud til at have modtaget en månedlig godtgørelse fra hertugen. Richard henrettede Anthony Woodville og udråbte sig selv til konge. Han gjorde et par forsøg på at få udleveret Tudor-fraktionen, men hertugen modstod presset.

## Under Henrik 7.
Edward vendte tilbage til England med Henrik i 1485 og kæmpede i Slaget ved Bosworth. Under Henrik 7. blev han i det første år af den nye konges regeringstid udnævnt til Lord of the Isle of Wight. Han modtog også kommandoen over Porchester Castle igen sammen med Carisbrooke Castle.
På dette tidspunkt blev han kaldt "Lord Scales", og det kom fra hans bror Anthonys enke, Elizabeth Scales, hvis landbesiddelser var blevet testamenteret til ham, men som han aldrig synes at have modtaget.
I 1486 rejste Edward til Spanien for at slutte sig til Ferdinand og Isabella i forsøget på at fjerne maurerne og forene Spanien, muligvis for at opfylde et løfte, han havde afgivet, om at han ville deltage i et korstog. Han kæmpede under belejringen af Loja, hvor han hjalp med at besejre de mauriske styrker ved at kede et angreb for at forcere bymuren. Under kampen blev Edward ramt i ansigtet af en sten, der blev kastet af en forsvarer. Han blev slået bevidstløs og hans fortænder blev smadret, en skade han betragtede som et æresmærke. Han fik besøg på hospitalet af kongen og dronningen, som sympatiserede med ham over tabet af hans tænder.
Tilbage i England det følgende år spillede han en vigtig rolle i at besejre Lambert Simnels oprør, da han blev overladt ledelsen af det lette kavaleri, som blev sendt nordpå for at opnå første kontakt med oprørerne. Hans styrker chikanerede gentagne gange oprørshæren i en række træfninger i Sherwood Forest og tvang den til at sætte farten ned, og det gav kongen tid til at opbygge sin hær før hovedslaget. Det ser ud til, at han med vilje har antaget den "mauriske lynangrebstaktik" af den slags, han havde set brugt effektivt i Spanien. Hans kavaleri sluttede sig til kongens hovedhær før det afgørende slag ved Stoke Field, hvor det udgjorde højre flanke. Det følgende år blev han slået til ridder af Hosebåndsordenen.

### Død i Bretagne
I 1488 appellerede hertugen af Bretagne til Henrik om hjælp, da han endnu en gang blev truet af en fransk invasion. Henrik forsøgte at forhandle sig frem til en løsning, men franskmændene besluttede at invadere. Edward bad Henrik om at give hans tilladelse til at Edward kunne rejse en styrke for at støtte bretonerne. Henrik var ikke villig til at forpligte sig til dette, og derfor samlede Edward mænd fra Isle of Wight på sin eget initiativ. Han formåede at samle en lille styrke på mellem 400 og 700 bueskytter sammen med 40 af de lokale stormænd. Han sejlede til Saint-Malo og plyndrede et fransk skib undervejs.
Bretonerne besluttede at få den engelske styrke til at virke større ved at klæde 1.300 af deres egne mænd i engelske farver, muligvis for at skræmme franskmændene med de engelske langbueskytters frygtindgydende ry. I Slaget ved Saint-Aubin-du-Cormier (1488) udgjorde Edwards styrke den bretonske hærs fortrop. Han ledte et dristigt angreb på franskmændene i kampens indledende faser, men et fransk modangreb mod det svage bretonske centrum brød deres stilling, og bretonerne blev besejret. Lord Scales' styrke blev næsten helt udslettet. Formodentlig var der én overlevende, en dreng ved navn Diccon Clarke, der vendte tilbage til Isle of Wight for at fortælle historien. Edward blev dræbt sammen med sine mænd, tilsyneladende efter at have nægtet at overgive sig for løsepenge.
Han blev begravet i Bretagne. I 1988 blev der rejst et monument af bretonske nationalister på slagmarken, der fejrer de engelske styrker, men fejlagtigt henviser det til deres leder som "Talbot Earl of Scales". I 2009 opsatte den English Heritage en mindeplade over ham på Carisbrooke Castle.
Christopher Wilkins, der har skrevet en biografi om Sir Edward, kalder ham "en ægte helt, hvis betydning i periodens politik ofte overses", og beskriver ham som i "bund og grund en middelalderlig" person, hvis handlinger i Spanien, England og Frankrig hjalp med at danne, undertiden i modstrid med hans intentioner, moderne nationalstater.

## Scales titel
Edward kaldes konsekvent Lord Scales under Henrik 7.'s styre, hovedsagelig af kontinentale kilder. Richard 3. ærede ikke Anthony Woodvilles testamente om at tildele Scales-landbesiddelserne til Edward. Andre landflygtige medlemmer af Tudor-fraktionen, såsom Jasper Tudor, brugte titler, som de selv anså for at være uretfærdigt frataget af York-kongerne. Der er dog ingen optegnelser om, at Edward hævdede at have været andet end en ridder. Edward blev ikke officielt tildelt titlen af Henrik 7., da han blev konge. De mindre Woodville-familemedlemmer, der havde arvet land, fik lov til at beholde jorden, men uden ret til at bruge dens barontitel. Det vides ikke, om dette var Edwards eller Henriks ønske. Wilkins mener, at Edward valgte ikke at forfølge sit krav.
Edward kaldes ikke desto mindre konsekvent "Conde d'Escalas" af spanierne under og efter sit felttog der, og kaldes "Le Seigneur d'Escales" af den franske krønikeskriver Jean Molinet. Men da Edward trodsede Henriks instrukser om ikke at blive involveret i den fransk-bretonske krig i 1488, skrev Henrik til den franske konge og henviste til ham som "Sir Edward Woodville, ridder, der kalder sig selv Lord of Scales".